# Ninni Kronberg
Maria Johanna (Ninni) Kronberg, född Berggren 28 september 1874 i Gävle, död 1 oktober 1949 på Rydsgårds gods, var en svensk självlärd näringsfysiolog och uppfinnare. Hennes patent på mjölkpulver lade grunden till livsmedelsföretaget Semper.

## Biografi
Ninni Kronberg var dotter till sjökaptenen och lotsfördelningschefen Anders Wictor Berggren och Caroline Louise Stuart. Därigenom var hon en del av den välkända redar- och grosshandlarfamiljen Berggren i Gävle. Hon fick sin utbildning av guvernanter och tog aldrig studentexamen.

### Giftermål, maltfabrik
Hon gifte sig 1896 med grosshandlaren i Gävle Erik Kronberg (avliden 1930), vars far var den välbärgade grosshandlaren B G Kronberg. Som fru Kronberg förde hon ett stort hushåll. Hennes hobbies var målning och konsthantverk, och paret tyckte även om att segla och att resa.
Maken var delägare i B G Kronbergs Spannmålsaffär & Maltfabrik och tog efter sin fars död över verksamheten år 1901. Företaget övergick 1915 i aktiebolagsform under namnet AB Kronbergs Maltfabrik. Ninni Kronberg engagerade sig tillsammans med sin make i verksamheten vid maltfabriken. Paret Kronberg uppfann 1919 en metod för att framställa jäst, som de fick patent på. När maltfabriken gick i likvidation 1922 övergick Erik Kronberg till annan verksamhet i det egna bolaget Erik Kronberg AB.

### Skilsmässa, Practicmjöl
Samtidigt knakade det i det barnlösa äktenskapet och Ninni Kronberg flyttade i början av 1920-talet till sin väninna, konsulinnan Gudrun Juel-Westrup på Rydsgårds gods i Skåne. Skilsmässan från maken fastslogs 1925.
Gudruns make var industrimannen och konsuln Wilhelm Westrup. Tillsammans med honom startade Ninni Kronberg ett företag för tillverkning av jästtabletten "Practic", som baserades på parets Kronbergs forskning i Gävle. År 1927 fick hon patent på ett detta Practicmjöl.
Under Wilhelm Westrups ledning hade man på Rydsgård försökt konservera mjölk utan framgång. Detta blev nu en uppgift som Ninni Kronberg intresserade sig för. Hon tog med sig kunskaperna från utvecklingsarbetet vid maltfabriken och tog omgående fram jästmedlet Practic (se ovan). Produkten lanserades av företaget AB Practic Comp Ltd, som hon grundade tillsammans med makarna Westrup. Ytterligare näringsfysiologisk forskning på Rydsgård resulterade i att Ninni Kronberg 1927 kunde erhålla sitt första patent i eget namn. Hon hade utvecklat ett mjölkserumspreparat avsett att användas för degförbättring.

### Torrmjölk
Mjölkserumet var en god väg mot vad som skulle komma att bli hennes stora framgång med torrmjölk. Försök att framställa hållbar torrmjölk hade gjorts både i Sverige och i andra länder, men resultaten hade aldrig varit helt tillfredsställande. Efter flera års laboratoriearbete under början av 1930-talet kunde emellertid Ninni Kronberg 1934 lägga fram patentanspråk på en ny och förbättrad metod för framställning av en mer hållbar torrmjölk, patent 85916. Det patentet och det 1937 framlagda följdpatentet 96765, i vilket hon hade vidareutvecklat sin metod, skulle utgöra grunden för en ny industri. Hon tog patent på sin uppfinning i flera länder (i Sverige 1937).
Ninni Kronbergs metod byggde på att torka skummjölk och behandla den genom att indunsta den med hjälp av upphettad luft. Denna metod var enklare och bättre än den tillverkningsmetod som kemisten Martin Ekenberg tidigare uppfunnit och som inte hade slagit igenom. Sverige hade en överproduktion av mjölk, men eftersom mjölk är färskvara gick det inte att exportera den. Med Ninni Kronbergs innovation uppstod möjligheten att ändå kunna tillvarata överproduktionen.
Torrmjölken prövades framgångsrikt i fält av Kungliga Svea Ingenjörkårs matinrättning under 1937, vilket bidrog till att Ninni Kronberg under det följande året erhöll 25 000 kronor i statsanslag för att exploatera torrmjölkspatentet inom Sveriges gränser. Regeringens bidrag var för att utveckla Kronbergs "ur folkhälso- och försörjningssynpunkt utomordentliga vacuumtorkade mjölk".

### Svenska Mjölkprodukter AB
Ett villkor var att ett svenskt aktiebolag med ett aktiekapital av lägst 250 000 kronor skulle bildas för tillverkningen. Kontakter togs med Mejerikooperationen som dessvärre inte visade något intresse för torrmjölkspatentet. I stället blev det Electroluxgrundaren Axel Wenner-Gren som fångade upp innovationen. Han satsade 250 000 kronor i aktiekapital och bildade 1938 Svenska Mjölkprodukter AB (SMP). Ninni Kronberg ingick inte i styrelsen för SMP som i stället tecknade licensavtal för att få tillverka torrmjölken enligt hennes patent. Inledningsvis var tanken att exportera torrmjölk. Särskilt Storbritannien visade intresse eftersom hållbarheten lämpade sig för kolonierna.
SMP anlade en fabriksanläggning i Kimstad söder om Norrköping, medan huvudkontoret låg i Stockholm. Tidvis var Ninni Kronberg själv aktiv i Kimstad. Samtidigt bildade hon företaget AB Skånskt bindmedel som skulle tillämpa och vidareutveckla torrmjölk som bindmedel i charkuterivaror, ett patent hon erhållit 1935.
Produktionen i Kimstad kom igång den 1 september 1939. Krigsutbrottet samma månad satte effektivt stopp för all export. I stället levererade fabriken torrmjölk till den svenska beredskapsförsörjningen och till Svenska Frivilligkåren i Finland. Trots att exporten hade omöjliggjorts av kriget fick därför företaget ändå en god start, och 1942 kunde ytterligare en fabrik invigas i Götene. Under andra världskriget startade också 1942 en torrmjölkstillverkning i bland annat Helsingborg, 1944 flyttad till Bjuv, som tillkom på initiativ av Statens livsmedelskommission  och Sveriges Mejeriers Riksförbund.
Ninni Kronberg erhöll under år 1940 nytt statsunderstöd, den här gången för att fortsätta sin forskning på områden inom mejeri-, bageri- och charkuterirörelserna. Bland annat utvecklade hon ett inhemskt, proteinrikt kraftfoder för nötkreatur som ersatte utländska foderkakor under kriget.

### Tvister, sista år
1940-talet kom annars att överskuggas av rättsliga tvister. Ninni Kronberg stämde bankir C. Bert Lilja & Co och godsägaren Erik von Geijer för att ha försökt lura till sig hennes kontrakt med SMP. Hon hade pantsatt kontraktet i en affärsuppgörelse med Geijer, som i sin tur utan att informera henne hade sålt det vidare till C. Bert Lilja & Co, vars ägare Carl Bertil Lilja var styrelseordförande för SMP. Rätten beslutade att bekräfta Ninni Kronbergs rättigheter till kontraktet. De kommande åren och återstoden av Ninni Kronbergs liv tvistade hon och SMP om utbetalning av royalty. SMP menade att Ninni Kronbergs patent egentligen inte alls kommit till användning i deras verksamhet och att royaltyutbetalningarna därför skulle upphöra.
Ninni Kronberg avled 75 år gammal 1949. SMP bytte 1963 namn till Semper, ett livsmedelsföretag som 2017 huvudsakligen är inriktat på mjölkpulver och barnmat. Sedan många år anger Semper Ninni Kronbergs innovation som grunden för företaget.